# Старосельский, Владимир Александрович
Владимир Александрович Старосельский  (3 (15) ноября 1860, Чернигов — 26 августа 1916, Париж) — агроном. Некоторое время исполнял обязанности губернатора Кутаисской губернии. Занимался революционной деятельностью.

## Краткая биография
Родился в семье судьи. Окончил в 1885 году Петровскую сельскохозяйственную академию. Работал агрономом в Черноморском округе, с 1888 года — в Грузии. Был одним из организаторов борьбы с филлоксерой.
Старосельский был личным другом Кавказского наместника графа Иллариона Воронцова-Дашкова. Благодаря ему в июле 1905 года он был назначен исполняющим обязанности губернатора Кутаисской губернии. Старосельский использовал своё служебное положение для содействия революционному движению в Гурии и был прозван за это «красным губернатором». Николай II, осведомившись о его деятельности, написал: «Вот о ком считаю нужным сказать крепкое слово — это о кутаисском губернаторе Старосельском. По всем полученным мною сведениям, он настоящий революционер…». В январе 1906 года Старосельский был смещён с должности и выслан из Закавказья на Кубань.
В 1907 году он вступил в РСДРП. Вёл партийную работу на Северном Кавказе; был секретарём Кубанского областного комитета РСДРП, затем председателем Северо-Кавказского союзного комитета РСДРП. Делегат 4-й конференции РСДРП («Третьей общероссийской», 1907).
После обыска его квартиры в Екатеринодаре 7 февраля 1908 года жандармы получили улики, с помощью которых могли бы арестовать Старосельского, но не сделали этого, поскольку в числе прочих бумаг обнаружили письмо Воронцова-Дашкова, начинавшееся словами: «Дорогой и глубокоуважаемый Владимир Александрович!..». Растерянные жандармы послали запросы в Тифлис и Петербург: как быть? Пока шла переписка, Старосельский эмигрировал во Францию.
Он жил в Париже, зарабатывая на жизнь фотографией. Участвовал в работе парижской секции большевиков. В 1916 году Старосельский умер и был похоронен на кладбище Пер-Лашез.
Старосельский был автором ряда работ по виноградарству и по истории революционного движения в Грузии.